# Bollons Island
Bollons Island ist die zweitgrößte Insel der zu Neuseeland gehörenden Antipoden-Inseln im südlichen Pazifischen Ozean.
Die sichelförmige Insel stellt den teils versunkenen Kraterrand eines einstigen Vulkans dar. Sie weist eine Fläche von 2 km² auf und erreicht eine Höhe von etwa 202 m über dem Meer. 
Benannt ist die Insel nach John Bollons (1862–1929), einem Kapitän des New Zealand Marine Department.